# امانداویل (ویرجینیای غربی)
امانداویل، غرب ویرجینیا (به انگلیسی: Amandaville, West Virginia) یک منطقهٔ مسکونی در ایالات متحده آمریکا است که در ویرجینیای غربی واقع شده‌است.

## خصوصیات
امانداویل ۱۸۴٫۱ متر بالاتر از سطح دریا واقع شده‌است.